# Potijze Chateau Grounds Cemetery
Potijze Chateau Grounds Cemetery is een Britse militaire begraafplaats met gesneuvelden uit de Eerste Wereldoorlog, gelegen in de Belgische stad Ieper, ongeveer 2200 meter ten noordoosten van de Grote Markt, in het gehucht Potyze. De begraafplaats werd ontworpen door Reginald Blomfield en wordt onderhouden door de Commonwealth War Graves Commission. Deze begraafplaats vormt samen met de ernaast liggende Potijze Chateau Lawn Cemetery één geheel, enkel gescheiden door een niveauverschil en een pad. De gezamenlijke oppervlakte van beide begraafplaatsen is ongeveer 3.985 m² en ze worden rondom begrensd met een bakstenen muur. Het Cross of Sacrifice staat op de scheiding tussen de twee terreinen en de Stone of Remembrance staat tegen de oostelijke muur van de Potijze Chateau Grounds Cemetery. De begraafplaats is bereikbaar langs een pad van 55 meter, dat tussen de huizen verscholen ligt. Langs dit pad bereikt men ook het 150 meter noordwestelijker gelegen Potijze Chateau Wood Cemetery.
Er liggen 478 slachtoffers begraven waaronder 112 die niet geïdentificeerd konden worden.

## Geschiedenis
Het gehucht Potyze was bijna de hele oorlog in Britse handen. De begraafplaats lag in het domein van het kasteel dat de Britten White Château noemden. Niettegenstaande dat het kasteel dikwijls artilleriebeschietingen te verduren had, was het ingericht als een Advanced Dressing Station (medische post). De gewonden die het niet haalden werden hier dan begraven. Tijdens de Tweede Slag om Ieper (voorjaar 1915) waren er ook de hoofdkwartieren van de 27ste divisie gevestigd. Op de eerste verdieping was een observatiepost ingericht. Als gevolg van het Duitse lenteoffensief werd het kasteel in de zomer van 1918 grondig vernield. De begraafplaats werd gebruikt tussen mei 1915 en september 1918. Toen de oorlog ten einde was lagen er 241 doden begraven. Na de oorlog werden nog slachtoffers vanuit de omliggende slagvelden toegevoegd.
Onder de 478 doden die er nu liggen zijn er 399 Britten (waarvan 106 niet geïdentificeerde), 25 Australiërs (waarvan 3 niet geïdentificeerde), 49 Canadezen (waarvan 2 niet geïdentificeerde), 2 Nieuw-Zeelanders, 1 Zuid-Afrikaan, 1 Fransman en 1 onbekende Duitser. Voor 10 Britten en 2 Austaliërs werden Special Memorials opgericht omdat hun graven niet meer gelokaliseerd konden worden en men neemt aan dat ze onder naamloze grafzerk liggen.
De begraafplaats werd in 2009 als monument beschermd.

## Graven
- De Franse kapitein Raoul Johnston sneuvelde op 14 mei 1915 in de omgeving van "Railway Wood" (naast de spoorweg Ieper-Zonnebeke). Hij was verbindingsofficier bij de Britse 1st Cavalry Brigade en ligt begraven onder een Frans grafkruis.

### Onderscheiden militairen
- Benjamin T. Berry, sergeant bij de Royal Field Artillery werd onderscheiden met de Distinguished Conduct Medal (DCM).
- de korporaals T. Gallagher en W.H. Cooke, kanonnier W. Griggs en de soldaten Alexander Lobban Doner en James McLeese ontvingen de Military Medal (MM).

### Minderjarige militairen
- de soldaten F.W. Lyons van het Hampshire Regiment en William Cassidy van de Canadian Infantry waren 17 jaar toen ze sneuvelden.

### Aliassen
- geleider William Allison diende onder het alias William Ferguson bij de Australian Infantry, A.I.F.
- kanonnier Patrick Fleming diende onder het alias P. Morrissey bij de Royal Garrison Artillery.

## Trivia
De dichter Edmund Blunden, tevens officier bij de Britse troepen, schreef over de vernieling van het kasteel en de omgeving in "Undertones of War"; in het Nederlands uitgegeven met als titel: "Oorlogsgedruis".